# Józef Wołczański
Józef Franciszek Wołczański (ur. 11 grudnia 1959 r. w Rymanowie) – duchowny katolicki, teolog, historyk, profesor zwyczajny nauk humanistycznych Uniwersytetu Papieskiego Jana Pawła II w Krakowie.
Święcenia kapłańskie otrzymał w  24 czerwca 1984. W tym samym roku obronił pracę magisterską w Instytucie Historii Kościoła na Wydziale Teologii Katolickiego Uniwersytetu Lubelskiego pod kierunkiem ks. prof. dr hab. Zygmunta Zielińskiego pt. Ksiądz Kazimierz Wajs (1865-1934). Biografia. W latach 1984–1986 wikariusz i katecheta w parafii pw. Matki Bożej Królowej Polski oraz Podwyższenia Krzyża Świętego w Nowej Dębie. W latach 1986–1989 odbył studia specjalistyczne w zakresie historii w Instytucie Historii Kościoła na Wydziale Teologii KUL. W 1991 uzyskał doktorat w zakresie historii Kościoła na podstawie rozprawy Ksiądz Szczepan Szydelski (1872-1967). Polityk i działacz społeczny, pisaną pod kierunkiem ks. prof. Zygmunta Zielińskiego. W latach 1989–90 pełnił obowiązki duszpasterskie w Diecezjalnym Domu Rekolekcyjnym w Jarosławiu, po czym w latach 1990-1991 pracował jako sekretarz i kapelan ordynariusza przemyskiego, bpa Ignacego Tokarczuka. W latach 1991–1992 pełnił obowiązki duszpasterskie i katechetyczne w bazylice metropolitalnej obrządku łacińskiego w Przemyślu. Stamtąd przeniósł się na stanowisko adiunkta w Instytucie Badań nad Polonią i Duszpasterstwem Polonijnym KUL w Lublinie (1992-1994). Po dobrowolnej rezygnacji z tej pracy kolejne dwa lata 1994-1996 spędził na badaniach naukowych w archiwach i bibliotekach Ukrainy, mieszkając we Lwowie w charakterze urzędnika Kurii Metropolitalnej ob. łac. W roku akademickim 1995/96 podjął pracę dydaktyczno-naukową na Wydziale Historii Kościoła Papieskiej Akademii Teologicznej w Krakowie, obejmując zarazem obowiązki dyrektora Archiwum, Biblioteki i Muzeum Metropolii Lwowskiej ob. łac. w Krakowie. Celem zabezpieczenia wielowiekowych o unikatowej wartości zbiorów, a zarazem udostępnienia ich badaczom, przewiózł materiały archiwalne z dotychczasowej lokalizacji w Lubaczowie do Krakowa na ul. Kanoniczą 13. Obowiązki archiwariusza pełnił do roku 2000.  W roku akademickim 2011/12 doprowadził do przekazania przez Metropolitę Lwowskiego ob. łac. całego zasobu archiwalnego w formie depozytu dla Uniwersytetu Papieskiego Jana Pawła II w Krakowie. W roku akad. 1998/99 został mianowany asystentem w Katedrze Historii Kościoła XX wieku, a następnie w roku akad. 2000/01 adiunktem. Dnia 18 czerwca 2003 uzyskał stopień doktora habilitowanego nauk humanistycznych w zakresie historii, zatwierdzony przez Centralną Komisję ds. Stopni i Tytułów 22 grudnia tegoż roku. Dnia 1 października 2006 powierzono mu stanowisku profesora nadzwyczajnego Uniwersytetu Papieskiego Jana Pawła II. Dnia 19 grudnia 2014 uzyskał tytuł naukowy profesora nauk humanistycznych; postępowanie zostało przeprowadzone na Wydziale Historycznym Uniwersytetu Adama Mickiewicza w Poznaniu. W latach 2006–2009 pełnił funkcję prodziekana Wydziału Historii i Dziedzictwa Kulturowego PAT. W okresie od 16 grudnia 2008 do 30 września 2009 sprawował funkcję dyrektora Instytutu Historii tamże. Od roku akademickiego 2009/10 do 2011/12 pełnił obowiązki dziekana Wydziału Historii i Dziedzictwa Kulturowego UPJP2 w Krakowie, wchodząc zarazem w skład kilku komisji Senatu Akademickiego. W latach 2009–2011 był kierownikiem Katedry Historii Kościoła XIX i XX wieku, w latach 2011-2013 kierownikiem Katedry Historii Europy Środkowo-Wschodniej XIX i XX wieku, zaś od roku akademickiego 2019/20 pełni obowiązki kierownika Katedry Historii Europy Środkowo-Wschodniej. W czerwcu 2012 został powołany do Komisji Historii Nauki w Polskiej Akademii Umiejętności w Krakowie. W latach 2011–2013 był konsultorem Rady Naukowej Konferencji Episkopatu Polski. Należy do sekcji historycznej Polskiego Towarzystwa Teologicznego w Krakowie. W latach 2010–2015 był pierwszym prezesem Rzymskokatolickiego Naukowego Towarzystwa Teologicznego Ukrainy we Lwowie. Od roku akademickiego 2010/11 pełni obowiązki redaktora naczelnego serii wydawniczej Studia do dziejów Wydziału Teologicznego Uniwersytetu Jagiellońskiego w Krakowie. Należy nadto do komitetu redakcyjnego periodyku naukowego Studia Leopoliensia (Ukraina). Począwszy od 1996 jest redaktorem serii edytorskiej Biblioteka Historyczna Archiwum Metropolii Lwowskiej ob. łac. w Krakowie. W tym samym roku został mianowany dyrektorem Wydawnictwa bł. Jakuba Strzemię Archidiecezji Lwowskiej ob. łac. - oddział w Krakowie.
W 2014 został laureatem  lwowskiego odznaczenia "Semper Fidelis"
Został odznaczony Srebrnym (2017) i Złotym (2023) Krzyżem Zasługi.

## Publikacje i redakcje książek
- Józef Wołczański „Ksiądz Szczepan Szydelski (1872 – 1967) – polityk i działacz społeczny”, Kraków 1992;
- Józef Wołczański „Wydział Teologiczny Uniwersytetu Jana Kazimierza we Lwowie 1918 –1939” Kraków 2002;
- S. Bizuń „Historia krzyżem znaczona: wspomnienia z życia Kościoła katolickiego na Ziemi Lwowskiej 1939–1945” - oprac., wstęp, przypisy i indeksy oraz wybór aneksów i fotografii J. Wołczański, Lublin 1993;
- J. Anczarski „Kronikarskie zapisy z lat cierpień i grozy w Małopolsce Wschodniej: 1939 – 1946” - oprac., wstęp, przypisy i indeksy oraz wybór aneksów i fotografii J. Wołczański, Lwów-Kraków 1998;
- T. Skalski „Terror i cierpienie: Kościół katolicki na Ukrainie 1900 – 1932: wspomnienia” - oprac., wstęp, przypisy i indeksy oraz wybór aneksów i fotografii J. Wołczański, Lublin 1995;
- „Zostaje tylko pamięć…: listy z łagrów 1947 – 1953” oprac., wstęp, przypisy i indeksy oraz wybór aneksów i fotografii J. Wołczański, Lwów-Kraków 1998;
- „Pasterz i twierdza: księga jubileuszowa dedykowana księdzu biskupowi Janowi Olszańskiemu ordynarius”, pod red. J. Wołczańskiego, Lwów-Kraków 2001.
- Józef Wołczański „Eksterminacja Narodu Polskiego i Kościoła Rzymskokatolickiego przez ukraińskich nacjonalistów w Małopolsce Wschodniej w latach 1939-1945”, Kraków 2005, ISBN 83-916412-2-8
- Józef Wołczański „Między zagładą a przetrwaniem”, Kraków 2005, ISBN 83-916412-3-6, ISSN 1508-6313.[7]